# 马丁·马柳京
马丁·弗拉基米罗维奇·马柳京（俄语：Мартин Владимирович Малютин，1999年7月5日—）生于鄂木斯克，是一名俄罗斯男子游泳运动员，主攻自由泳。马柳京的父亲拥有一半的德国血统。他在七岁时开始接触游泳，当时仅仅只是为了提升体质，并无成为专业选手的打算，数年后，他开始真正地深入到这个项目当中。